# أنتوني فوكر
أنتوني فوكر (بالهولندية: Anthony Fokker) (6 أبريل 1890 - 23 ديسمبر 1939) هو انطون هيرمان جيرارد «أنتوني» فوكر كان رائد الطيران الهولندي، ومؤسس شركة فوكر المصنعة للطائرات. واشتهرت طائراتة المقاتلة التي أنتجت في ألمانيا خلال الحرب العالمية الأولى مثل طائرة (Eindecker monoplanes) و (Fokker Dr.I) وفوكر دي السابعة (Fokker D.VII) ذات السطحين. وفي عام 1915، أخترع فوكر طائرة ذات مقعد واحد تتمكن من حمل مدفع آلي يستطيع إطلاق الطلقات لتمر بدقة من بين أنصال مروحة الطائرة، كما جهز الطائرات بأجهزة لاسلكي تمكنها من الاتصال ببعضها. بعد انهيار ألمانيا، انتقل فوكر باعماله إلى هولندا حيث كان شركته مسؤولة عن مجموعة متنوعة من الطائرات الناجحة بما في ذلك طائرة الركاب الناجحة من طراز فوكر (trimotor) والتي أنتجت في سنوات ما بين الحربين. توفي في أمريكا الشمالية في عام 1939.

## روابط خارجية
- أنتوني فوكر على موقع الموسوعة البريطانية (الإنجليزية)
- أنتوني فوكر على موقع ديسكوغز (الإنجليزية)